# Негардея
Негардея (Nehardea; Nehardeah; арам. נהרדעא; [nəhardəʿā]; др.-греч. Νααρδά) — город Вавилонии, располагавшийся на или вблизи стыка реки Евфрата с Нахр-Малкой (также известным как Нар-Шарри, Ар-Мальча, Нахр-эль-Малик или Царский канал); один из самых ранних центров вавилонского иудаизма, место нахождения талмудической академии. В последние десятилетия существования Второго Храма считался «вавилонским Иерусалимом»; в него ежегодно поступали деньги, собиравшиеся в пользу храма со всех концов Вавилонии, где только жили евреи.

## История
Согласно преданию, сообщённому Шерирой Гаоном, во время первого изгнания царём Иегоякином была возведена синагога «Schaf we-Jatib»; она упоминается в Талмуде. По уверению Аббаии, Негардея была единственным местом появления «шехины» в Вавилонии (Мег., 29а).
Значение этого города, считавшегося «вавилонским Иерусалимом» (Грец) в последние десятилетия существования Второго Храма, видно из следующего сообщения Флавия: «Город Негардея крайне оживлённый, обладает отличной и обильной землей; ко всем прочим преимуществам присоединяется ещё и то, что там был избыток населения… Негардея и Низибис были укреплёнными центрами в Вавилонии, где хранились деньги, которые должны были отсылаться в Иерусалим и отсюда уже отправлялись по назначению» (Древн., XVIII, 9, § 1).
Негардея была родиной братьев Анилаи и Асинаи, которые в первой трети I века образовали разбойничью шайку и наводили страх на вавилонских евреев. После разрушения Храма город впервые упоминается в связи с поездкой туда рабби Акивы (I—II века).
На историческую арену город выступил лишь в конце таннаитского периода. Она стала резиденцией эксилархов, ранее живших в Незибисе, и главным центром талмудической науки в Вавилонии. Выдающаяся школа законоучителя Шелы (Rav Shela) проложила дорогу деятельности вавилонских академий. В это время туда переселились отец Самуила с сыном и Карна). Самуил стоял во главе знаменитой академии в Негардее в то время, как Абба Арика имел академию в городе Суре, расположенной в 20 парасангах от Негардеи. Это было время расцвета талмудической науки в Негардее, но некоторое время спустя, после смерти Мар-Самуила (257), город был разрушен Оденатом (Odenathus) в 259 году, и негардейская академия была перенесена в Пумбедиту.
Вениамин Тудельский упоминает о развалинах синагоги «Schaf we-Jatib» на расстоянии двух дней пути от Суры и в полторах от Пумбедиты.